# Christophe Antoine Gerle
Christophe Antoine Gerle (Riam, Alvèrnia, 1736 - París, 1801 o 1805) dit «dom Gerle» és un dels diputats de l'Assemblea Constituent durant la Revolució francesa, representats al cèlebre quadre del pintor Jacques-Louis David (1748-1825) per commemorar el Jurament del joc de pilota el 20 de juny de 1789, malgrat que, en realitat hi va ser absent.
Ingressà a l'orde dels Cartoixans i fou prior del convent Laval-Dieu i del de Pont-Sainte Marie de Moulins a Las Ancisas e los Còms. El 1789 era visitador del seu orde i fou elegit diputat suplent pel clergat de Riom. Es distingí a l'Assemblea pel seu exaltat patriotisme. El 1791 refusà el nomenament de bisbe constitucional de Maux i fou designat elector de París el 1792. Des del 1790 tenia quelcom pertorbades les facultats mentals i va caure en la mania de descobrir profetesses i va constituir una associació on s'hi barrejaven les pràctiques religioses amb les més ridícules supersticions. Una de les seves víctimes fou la també visionaria Catalina Theot. Denunciat a la Convenció Nacional com a fanàtic i conspirador, fou empresonat, i recobrà la llibertat en l'època del Directori. Acabà els seus dies foscament i en la pura misèria.